# Zelandomyia tantula
Zelandomyia tantula là một loài ruồi trong họ Limoniidae. Chúng phân bố ở miền Australasia.